# العلاقات الإندونيسية الباهاماسية
العلاقات الإندونيسية الباهاماسية هي العلاقات الثنائية التي تجمع بين إندونيسيا وباهاماس.

## مقارنة بين البلدين
هذه مقارنة عامة ومرجعية للدولتين:
| وجه المقارنة                                              | إندونيسيا         | باهاماس      |
| --------------------------------------------------------- | ----------------- | ------------ |
| المساحة (كم2)                                             | 1.90 مليون        | 13.88 ألف    |
| عدد السكان (نسمة)                                         | 263.99 مليون      | 395.36 ألف   |
| الكثافة السكانية (ن./كم²)                                 | 138.94            | 28.48        |
| العاصمة                                                   | جاكرتا            | ناساو        |
| اللغة الرسمية                                             | اللغة الإندونيسية | لغة إنجليزية |
| العملة                                                    | روبية إندونيسية   | دولار بهامي  |
| الناتج المحلي الإجمالي (بليون دولار)                      | 1.02 تريليون      | 12.16 مليار  |
| الناتج المحلي الإجمالي (تعادل القوة الشرائية) بليون دولار | 2.85 تريليون      | 8.92 مليار   |
| الناتج المحلي الإجمالي الاسمي للفرد دولار أمريكي          | 3.35 ألف          | 22.82 ألف    |
| الناتج المحلي الإجمالي للفرد دولار أمريكي                 | 10.52 ألف         |              |
| مؤشر التنمية البشرية                                      | 0.684             | 0.790        |
| رمز المكالمات الدولي                                      | +62               | +1242        |
| رمز الإنترنت                                              | .id               | .bs          |
| المنطقة الزمنية                                           |                   | 00           |

## منظمات دولية مشتركة
يشترك البلدان في عضوية مجموعة من المنظمات الدولية، منها:
| علم المنظمة | اسم المنظمة                               | تاريخ انضمام إندونيسيا | تاريخ انضمام باهاماس |
| ----------- | ----------------------------------------- | ---------------------- | -------------------- |
|             | مؤسسة التنمية الدولية                     | 20 أغسطس 1968          | 23 يونيو 2008        |
|             | يونسكو                                    | 27 مايو 1950           | 23 أبريل 1981        |
|             | وكالة ضمان الاستثمار متعدد الأطراف        | 12 أبريل 1988          | 4 أكتوبر 1994        |
|             | الأمم المتحدة                             | 28 سبتمبر 1950         | 18 سبتمبر 1973       |
|             | الفريق المعني برصد الأرض                  | ?                      | ?                    |
|             | الاتحاد البريدي العالمي                   | ?                      | ?                    |
|             | البنك الدولي للإنشاء والتعمير             | 13 أبريل 1967          | 21 أغسطس 1973        |
|             | الاتحاد الدولي للاتصالات                  | 1949                   | 19 أغسطس 1974        |
|             | منظمة حظر الأسلحة الكيميائية              | ?                      | ?                    |
|             | مؤسسة التمويل الدولية                     | 23 أبريل 1968          | 8 ديسمبر 1986        |
|             | المركز الدولي لتسوية المنازعات الاستشارية | 28 أكتوبر 1968         | 18 نوفمبر 1995       |
|             | منظمة الشرطة الجنائية الدولية             | 5 أكتوبر 1954          | ?                    |

## وصلات خارجية
- موقع وزارة الخارجية الإندونيسية